# تطور مشترك
يحدث التطور المشترك  في علم الأحياء عندما يؤثر نوعان أو أكثر تأثيرًا متبادلًا في تطور بعضها في سياق عملية الاصطفاء الطبيعي. يُستخدم المصطلح أحيانًا للإشارة إلى سمتين في النوع نفسه يؤثران في تطور بعضهما، إضافةً إلى التطور الجيني الثقافي المشترك.
تحدث تشارلز داروين عن التفاعلات التطورية بين النباتات المزهرة والحشرات في كتابه أصل الأنواع (1859)، ومع أنه لم يستخدم مصطلح التطور المشترك، فقد اقترح آلية تطور النباتات والحشرات من طريق التغيرات التطورية المتبادلة. درس علماء الطبيعة في أواخر القرن التاسع عشر أمثلة أخرى عن إسهام التفاعلات بين الأنواع في حدوث تغير تطوري متبادل. طور علماء أمراض النبات منذ أربعينيات القرن الماضي برامج لتربية النباتات، قدمت أمثلة على التطور المشترك المحدث بفعل الإنسان. ساعد تطوير أصناف نباتية جديدة مقاومة لبعض الأمراض على التطور السريع للعوامل الممرضة بهدف التغلب على تلك الدفاعات النباتية، ما تطلب بدوره تطوير أصناف نباتية مقاومة جديدة، ومن ثم تشكيل دورة مستمرة حتى اليوم من التطور المتبادل في نباتات المحاصيل والأمراض التي تصيبها.
تطرقت دراسات الطبيعة بصورة أكبر إلى التطور المشترك بعد منتصف الستينيات، عندما أشار دانيال إتش. جانزين إلى التطور المشترك بين الأكاسيا والنمل (انظر أدناه) واقترح بول آر. إيرليش وبيتر إتش. رافين إمكانية إسهام التطور المشترك بين النباتات والفراشات في تنوع أنواع كلا المجموعتين. وصلت الأسس النظرية للتطور المشترك اليوم إلى درجة جيدة من التقدم (مثل نظرية الفسيفساء الجغرافية للتطور المشترك)، إذ توضح هذه الأسس أن التطور المشترك قد يؤدي دورًا مهمًا في قيادة التحولات التطورية الرئيسية مثل تطور عملية التكاثر الجنسي أو التحولات الحاصلة في تضاعف الصيغة الصبغية. أُثبت في الآونة الأخير أيضًا قدرة التطور المشترك على التأثير في بنية المجتمعات البيئية ووظيفتها، وحركيات الأمراض المعدية، وتطور المجموعات التي تربطها علاقات التقايض، مثل النباتات والملقحات.
يمارس طرفا علاقة تطورية مشتركة ضغوطًا انتقائية على بعضهما، ما يؤثر في تطور كل منهما. يتضمن التطور المشترك العديد من أشكال التقايض، والتطور المشترك بين العائل والطفيلي، والمفترس والفريسة، إضافة إلى التنافس بين كائنات النوع نفسه أو بين كائنات الأنواع المختلفة. تطلق الضغوط الاصطفائية في كثير من الحالات سباق تسلح تطوري بين الأنواع المعنية، سباق لا ينحصر في التطور ثنائي الأطراف أو المعروف باسم التطور المشترك المحدد بين نوعين فقط، ففي التطور المشترك متعدد الأنواع مثلًا، والذي يُسمى أحيانًا التطور المشترك المجموعي أو المنتشر، قد تطور أنواع عديدة سمة أو مجموعة من السمات استجابةً لتطور مجموعة من السمات في نوع آخر، مثلما حدث بين النباتات المزهرة والحشرات الملقحة مثل النحل والذباب والخنافس. توجد مجموعة من الفرضيات المحددة حول الآليات التي تتطور فيها مجموعات الأنواع مع بعضها تطورًا مشتركًا.
يعد التطور المشترك مفهومًا بيولوجيًا في المقام الأول، لكن الباحثين طبقوه في مجالات أخرى مثل علوم الكمبيوتر وعلم الاجتماع وعلم الفلك.

## التقايض

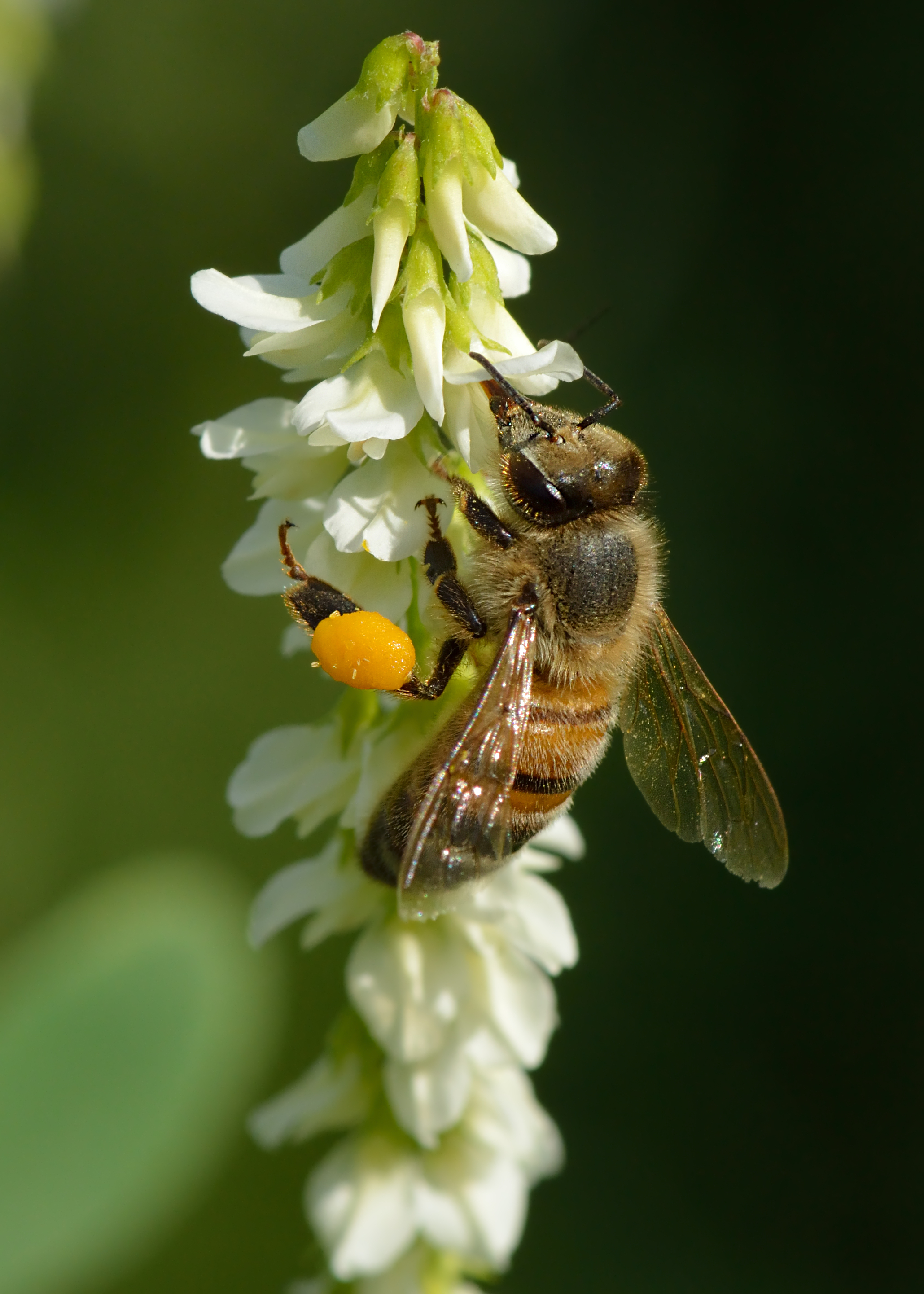
عسل النحل يأخذ مكافأته من الرحيق ويجمع حبوب اللقاح في سلال اللقاح من أزهار الحندقوق الأبيض.

يمثل التطور المشترك تطور نوعين أو أكثر يؤثران تأثيرًا متبادلًا بينهما، ما يؤدي أحيانًا إلى خلق علاقة تقايضية بين الأنواع، تأخذ أشكالًا مختلفةً.

### النباتات المزهرة
ظهرت الأزهار وتنوعت بصورة مفاجئة نسبيًا حسبما تظهر سجلات الحفريات، تنوع أسفر عما أسماه تشارلز داروين «اللغز البغيض» لكيفية تطورها بهذه السرعة، آخذًا في عين الاعتبار احتمالية وقوف التطور المشترك خلف هذا التطور السريع. ذكر أولًا التطور المشترك بصفته ظاهرةً محتملةً في كتاب أصل الأنواع، وطور المفهوم أكثر في كتاب إخصاب بساتين الفاكهة (1862).

### الحشرات والزهور الملقحة بواسطة الحشرات
تتكيف الأزهار الحديثة الملقحة بواسطة الحشرات (حشرية التلقيح) تكيفًا واضحًا مع الحشرات لضمان حدوث التلقيح، مع مكافأة الحشرات الملقِحة في المقابل بالرحيق وحبوب اللقاح. تطورت المجموعتان معًا لأكثر من 100 مليون عام، ما أدى إلى إنشاء شبكة معقدة من التفاعلات؛ إما تطورت المجموعتان معًا، أو اجتمعتا لاحقًا بعد حدوث تكيفات مسبقة، لتشتركا في علاقة تكيفية تقايضية.
تطورت مجموعات كثيرة من الحشرات الناجحة للغاية –خاصة غشائيات الأجنحة (مثل الدبابير والنحل والنمل) وحرشفيات الأجنحة (الفراشات والعث) وأنواع من ذوات الجناحين (الذباب) وغمديات الأجنحة (الخنافس)- جنبًا إلى جنب مع النباتات المزهرة خلال العصر الطباشيري (145 حتى 66 مليون سنة). ظهرت أقدم أنواع النحل، الذي يُعد اليوم من أبرز أنواع الملقحات، في أوائل العصر الطباشيري. تطورت مجموعة من الدبابير الشقيقة للنحل في الوقت نفسه الذي تطورت فيه النباتات المزهرة، كما فعلت حرشفيات الأجنحة. ظهرت جميع الأفرع الحيوية الرئيسية للنحل للمرة الأولى بين العصرين الطباشيري الأوسط والمتأخر، بالتزامن مع التشعب التكيفي لثنائيات الفلقة الحقيقية (ثلاثة أرباع جميع كاسيات البذور)، وفي الوقت الذي أصبحت فيه كأسيات البذور النباتات المهيمنة على اليابسة في العالم.
يبدو أن التطور المشترك بين النباتات المزهرة والحشرات قد شمل ثلاث جوانب متعلقة بالأزهار التي تؤمن صلة الوصل بين هذه الكائنات. أولاً، تتواصل الأزهار مع الملقحات من طريق الرائحة؛ إذ تستخدمها الحشرات لتحديد بعد الزهرة عنها، ومن ثم الاقتراب منها، وتحديد مكان الهبوط والحصول على الغذاء أخيرًا. ثانيًا، تجذب الأزهار الحشرات عبر أنماط من الخطوط التي تقود الحشرات إلى الرحيق وحبوب اللقاح، وألوان تكون أعين الحشرات حساسة تجاهها، مثل الأزرق وفوق البنفسجي؛ في المقابل، تميل ألوان الأزهار طيرية التلقيح إلى اللون الأحمر أو البرتقالي. ثالثًا، تظهر بعض الزهور مثل السحالب بمظهر مشابه لإناث حشرات معينة، وتخدع ذكور هذه الحشرات للدخول في عملية تكاثر كاذب.
تُلقح اليوكا (Yucca whipplei)، حصريًا بواسطة جنس من العث يسمى (Tegeticula maculate)، أحد أنواع عثّ اليوكا المعتمد على اليوكا للبقاء. يأكل العث بذور النبات، بينما يجمع حبوب اللقاح. تطورت حبوب اللقاح لتصبح لزجة جدًا، ومن ثم تلتصق على الأجزاء الفموية عندما تنتقل العثة إلى الزهرة التالية. توفر اليوكا مكانًا آمنًا للعثة لوضع بيضها، إذ تحميها في أعماق الزهرة بعيدًا عن الحيوانات المفترسة المحتملة.

#### الطيور والأزهار الملقحة بواسطة الطيور

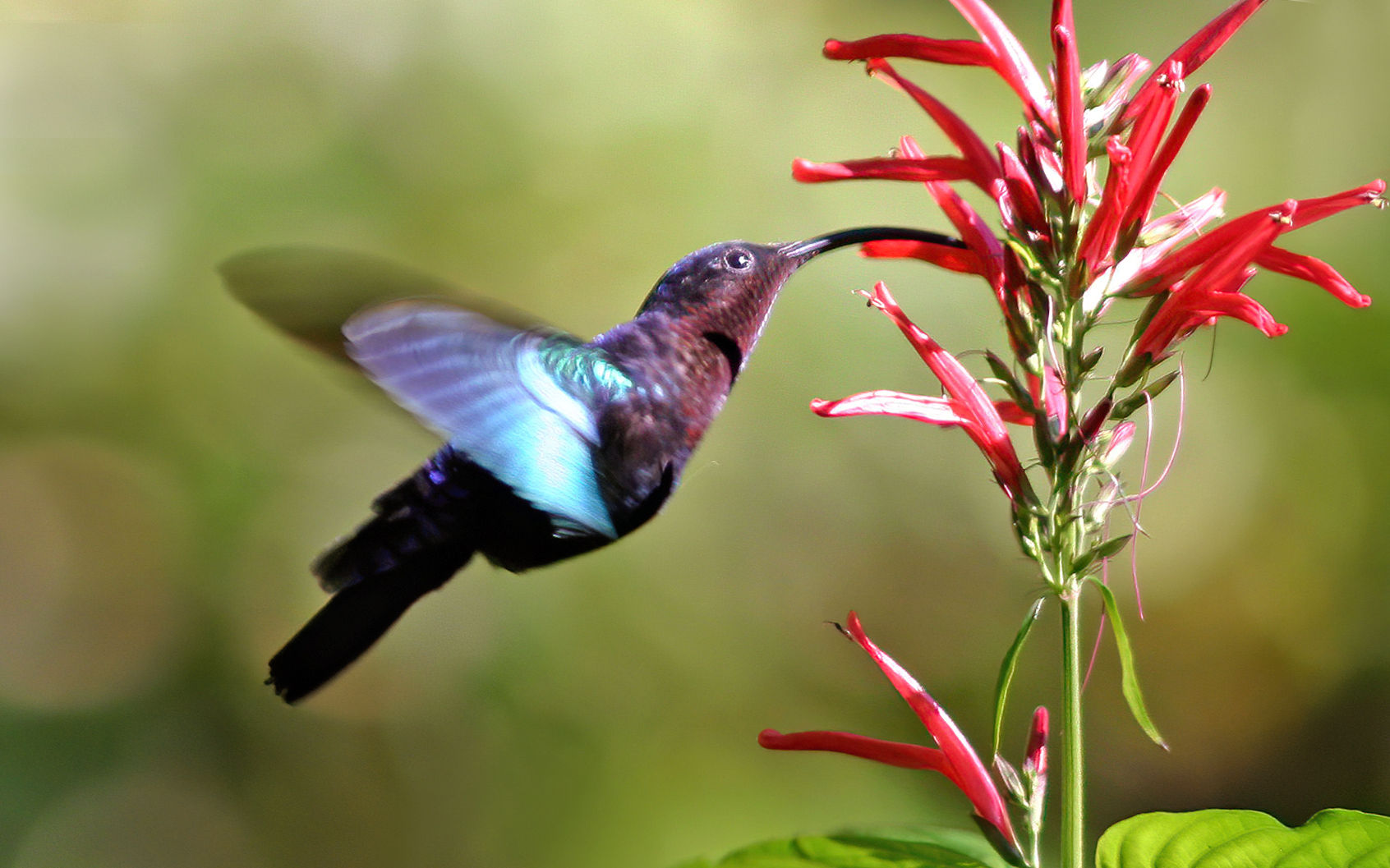
طائر الكارب أرجواني الحلق يتغذى من زهرة ويلقحها.

طورت طيور الطنان مع الأزهار طيرية التلقيح (أزهار تلقحها الطيور) علاقة تقايض. تملك الأزهار رحيقًا يلائم نظام الطيور الغذائي، وتلائم ألوانها رؤية الطيور، وكذلك يلائم شكلها مناقير الطيور. وُجد أيضًا أن أوقات إزهارها تتزامن مع مواسم تكاثر طيور الطنان. تختلف الخصائص الزهرية للأزهار طيرية التلقيح بشكل كبير بين بعضها البعض مقارنة بأنواع النباتات الأخرى وثيقة الصلة بها والتي تلقح بواسطة الحشرات. تميل هذه الأزهار أيضًا إلى أن تبدو مزخرفة ومعقدة ومبهرجة أكثر من نظيراتها الملقحة بواسطة الحشرات. من المتفق عليه عمومًا أن النباتات شكلت علاقات تطورية مشتركة مع الحشرات أولًا، وأن أنواع الأزهار طيرية التلقيح قد تشعبت في وقت لاحق. لا يوجد الكثير من الدعم العلمي لحالات انعكس فيها هذا التشعب: من تلقيح الطيور إلى تلقيح الحشرات. يمكن أن يُعزى التنوع في النمط الظاهري الزهري في أنواع الأزهار طيرية التلقيح، والاتساق النسبي الملحوظ في الأنواع الملقحة بواسطة النحل إلى اتجاه التحول في تفضيل الكائنات الملقحة.
تقاربت الأزهار للاستفادة من طيور متشابهة. تتنافس الأزهار على الكائنات الملقِحة، وتقلل عمليات التكيف من الآثار السلبية لهذه المنافسة. تزيد حقيقة أن الطيور يمكن أن تطير أثناء الطقس العاصف من كفاءتها في التلقيح، إذ يكون النحل والحشرات الأخرى خاملين. قد يكون هذا سبب نشوء النباتات طيرية التلقيح في بيئات منعزلة ذات استيطان حشري ضعيف أو مناطق تزهر نباتاتها في الشتاء. عادةً ما تضم الأزهار الملقحة بواسطة الطيور كميات أكبر من الرحيق وإنتاجًا سكريًا أعلى من تلك الملقحة بواسطة الحشرات. يفي ذلك بمتطلبات الطيور العالية من الطاقة، وهي أهم محددات اختيار الأزهار. في أزهار الدندل، تؤدي زيادة الصبغة الحمراء في البتلات وزيادة كمية رحيق الأزهار إلى تقليل نسبة التلقيح بواسطة النحل مقارنة بطيور الطنان؛ بينما تؤدي الزيادة في مساحة سطح الزهرة إلى زيادة التلقيح بواسطة النحل. لذلك، قد تعمل الأصباغ الحمراء في أزهار الدندل بشكل رئيسي على تثبيط زيارة النحل. في أزهار البنسطمون، قد تكون سمات الأزهار التي تثبط تلقيح النحل أكثر تأثيرًا على التغير التطوري للأزهار من التكيفات «المؤيدة للطيور»، ولكن يمكن للتكيف «باتجاه» الطيور و«بعيدًا» عن النحل أن يحدث في وقت واحد. ومع ذلك، يبدو أن بعض أنواع الأزهار مثل هيليكونيا أنغوستا ليست طيرية التلقيح تمامًا كما يفترض بها أن تكون: يزور هذه الأزهار نحل تريغونا ضئيل الإبرة من حين إلى آخر (151 زيارة في 120 ساعة من المراقبة). في هذه الحالة، يُعتبر هذا النحل إلى حد كبير من لصوص حبوب الطلع، لكنه قد يعمل أيضًا بمثابة ملقح.
بمتابعة مواسم التكاثر الخاصة بكل منها، تظهر عدة أنواع من الطيور الطنانة في المواقع ذاتها في أمريكا الشمالية، وتتفتح العديد من أزهار الطيور الطنانة في الوقت نفسه في تلك المواطن. تقاربت هذه الأزهار تطوريًا لتشترك في المظهر الخارجي واللون لأنهما فعالان في جذب الطيور. يمكن أن تؤثر أطوال أنابيب التويج المختلفة وانحناءاتها على كفاءة الاستخلاص لدى أنواع الطيور الطنانة في ما يتعلق بالاختلافات في شكل المنقار الخارجي. تجبر الأزهار الأنبوبية الطائر على توجيه منقاره بطريقة معينة عند استكشاف الزهرة، خاصة عندما يكون كلا المنقار والتويج منحنيين. يتيح هذا للنبات وضع حبوب الطلع على جزء معين من جسم الطائر، الأمر الذي يسمح بمجموعة متنوعة من تكيفات المظهر الخارجي المشتركة.
يجب أن تكون الأزهار طيرية التلقيح بارزة للطيور. تتمتع الطيور بأكبر حساسية طيفية وأفضل تمييز للألوان المتدرجة عند نهاية اللون الأحمر من الطيف المرئي، لذا يكون اللون الأحمر واضحًا بشكل خاص بالنسبة إليهم. قد تكون الطيور الطنانة قادرة أيضًا على رؤية «ألوان» الأشعة فوق البنفسجية. يحذر انتشار أنماط الأشعة فوق البنفسجية وأدلة الرحيق في الأزهار حشرية التلقيح (الملقحة بواسطة الحشرات) الطائر ليتجنب هذه الأزهار. تطورت كل من فصيلتي الطيور الطنانة: الناسكة وفصيلة تروشيلينيه؛ جنبًا إلى جنب مع مجموعة معينة من الأزهار. ترتبط معظم أنواع الطيور الناسكة بالأعشاب أحادية الفلقة الكبيرة، بينما تفضل فصيلة تروشيلينيه أنواع النباتات ثنائية الفلقة.

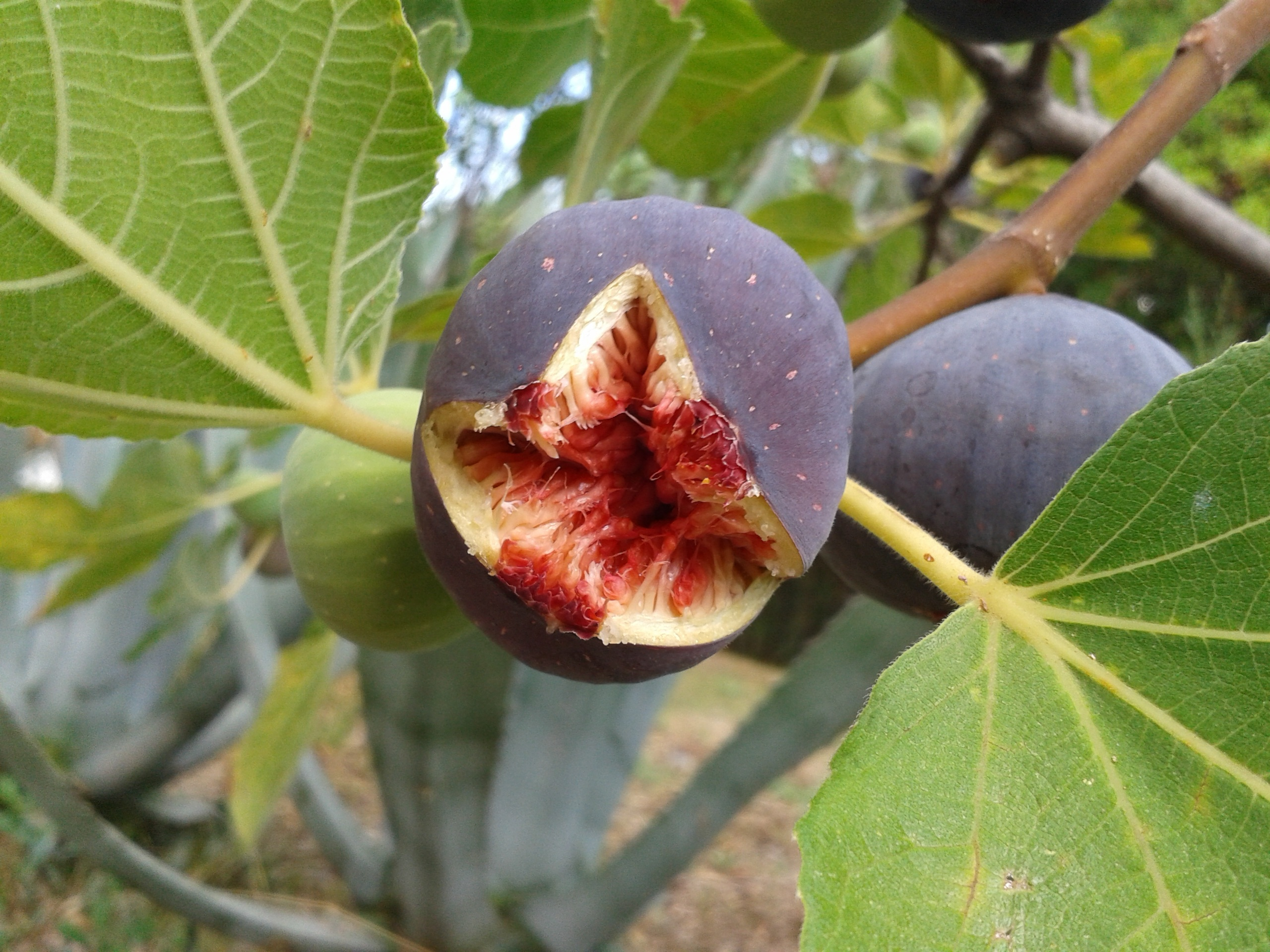
التين يكشف عن العديد من المتاع الناضج الصغير الحامل للبذور. تُلقح بواسطة دبور ثمار التين. يوجد أيضًا أنواع لا جنسية من التين المزروع.

### تكاثر التين ودبابير التين
يتكون جنس التين من 800 نوع من الكروم والشجيرات والأشجار، بما في ذلك أنواع التين المزروع، التي تُحدد بواسطة تينياتها، وهي الأوعية الشبيهة بالفاكهة التي تضم من الداخل إما أزهارًا أنثوية أو حبوب طلع. يملك كل نوع من أنواع التين دبور التين الخاص به الذي (في معظم الحالات) يلقح التين، لذلك تطور بينهما اعتماد متبادل شديد واستمر في الجنس كله.

### نمل الأكاسيا والأكاسيا
نملة الأكاسيا هي نملة نباتية ضرورية تحمي ما لا يقل عن خمسة أنواع من «الأكاسيا» من الحشرات المفترسة ومن النباتات الأخرى التي تنافسها على ضوء الشمس، بينما توفر الشجرة الغذاء والمأوى للنملة ويرقاتها. هذا التقايض ليس تلقائيًا: تستغل أنواع النمل الأخرى الأشجار دون مبادلة، إذ تتبع استراتيجيات تطورية مختلفة. يؤدي هذا النمل الغشاش إلى تكاليف استضافة مهمة من خلال تلف أعضاء التكاثر الخاصة بالأشجار، على الرغم من أن تأثيره الصافي على سلامة المضيف ليس سلبيًا بالضرورة، وبالتالي يصعب التنبؤ به.

## العوائل والطفيليات

### الطفيليات والعوائل المتكاثرة جنسيًا

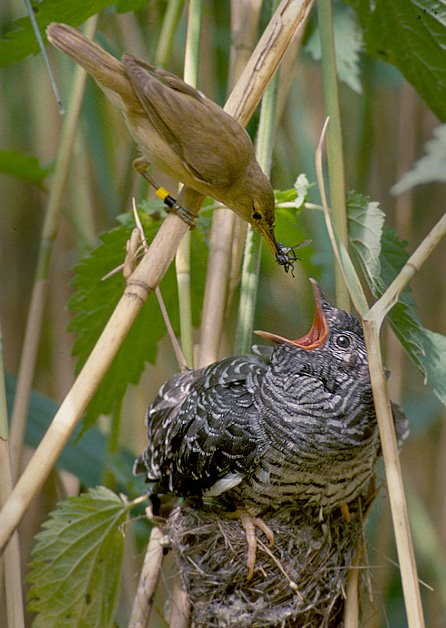
متطفلات الأعشاش: هازجة الغاب تطعم الوقواق الشائع.

تطور العائل-الطفيلي المشترك هو التطور المشترك بين العائل والطفيلي. السمة العامة للعديد من الفيروسات، باعتبارها طفيليات إجبارية، هي أنها تطورت جنبًا إلى جنب مع عائلها. إن الطفرات المترابطة بين النوعين تدخلهما في سباق تسلح تطوري. الكائن الحي، سواء أكان عائلًا أم طفيليًا، الذي لا يستطيع مواكبة الآخر سيُمحى من موطنه، إذ تبقى الأنواع ذات متوسط الكفاءة السكانية الأعلى على قيد الحياة. يُعرف هذا السباق باسم فرضية الملكة الحمراء. تتنبأ فرضية الملكة الحمراء بأن التكاثر الجنسي يسمح للعائل بالبقاء متقدمًا على الطفيلي مباشرة، وذلك على غرار سباق الملكة الحمراء في كتاب عبر المرآة: «يتطلب الأمر أن تجري قدر استطاعتك، للبقاء في المكان نفسه». يتكاثر العائل جنسيًا، لينتج ذرية تتمتع بمناعة ضد الطفيلي، والتي تتطور لاحقًا كرد على ذلك.
من المرجح أن العلاقة بين العائل والطفيلي قد أدت إلى غلبة التكاثر الجنسي على التكاثر اللاجنسي الأكثر كفاءة. يبدو أنه عندما يصيب طفيلي عائلًا ما، فإن التكاثر الجنسي يؤمن فرصة أفضل لتطوير المقاومة (عبر التباين الوراثي في الجيل التالي)، الأمر الذي يعطي التكاثر الجنسي قابلية تغيير المواءمة، وهي قدرة لا تظهر في التكاثر اللاجنسي، الذي ينتج جيلًا آخر من الكائنات الحية معرضًا للإصابة بالطفيلي نفسه. بالتالي، قد يكون التطور المشترك بين العائل والطفيلي مسؤولًا عن الكثير من التنوع الجيني الملاحظ في المجموعات السكانية العادية، بما في ذلك تعدد أشكال بلازما الدم، وتعدد أشكال البروتين، وأنظمة التوافق النسيجي.

### متطفلات الأعشاش
يظهر تطفل الأعشاش تطورًا مشتركًا وثيقًا بين العائل والطفيلي، مثل بعض أنواع الوقواق. لا تبني هذه الطيور أعشاشها الخاصة، بل تضع بيضها في أعشاش أنواع أخرى، وترمي أو تقتل بيض العائل وصغاره، وبالتالي يكون لها تأثير سلبي قوي على سلامة العائل الإنجابية. يتموه بيضهم بأشكال بيض عوائلهم، ما يعني أن العائل يمكن أن يميز بيضه عن بيض الدخلاء، وهم في سباق تسلح تطوري مع الوقواق بين التمويه والتمييز. تتكيف طيور الوقواق بشكل مضاد بامتلاك آليات دفاعية بميزات مثل قشور البيض الثخينة، وفترات حضانة أقصر (كي يفقس صغارها أولًا)، وظهور مسطحة متكيفة لإزالة البيض من العش.

### التطور المشترك المناهض
يظهر التطور المشترك المناهض في نوعي النمل الحاصد: النمل الحاصد الأحمر والنمل الحاصد العنيف، في علاقة تطفل وتقايض في الوقت نفسه. الملكات غير قادرات على إنتاج نمل عامل عبر التزاوج مع أفراد من أنواعهن. لا يمكنهن إنتاج العمال إلا عن طريق التهجين. تعمل الإناث المجنحات بوصفهن طفيليات على الذكور من الأنواع الأخرى لأن سوائلهم المنوية فقط هي من سينتج الكائنات الهجينة العقيمة. لكن نظرًا لاعتماد المستعمرات بشكل كامل على هذه الكائنات الهجينة للبقاء على قيد الحياة، فإن العلاقة هي علاقة تقايض أيضًا. نتيجة عدم وجود تبادل جيني بين النوعين، فهما عاجزان عن التطور في اتجاه يختلفان فيه كثيرًا من الناحية الجينية لأن ذلك سيجعل التهجين أمرًا مستحيلًا.

## الحيوانات المفترسة والفرائس

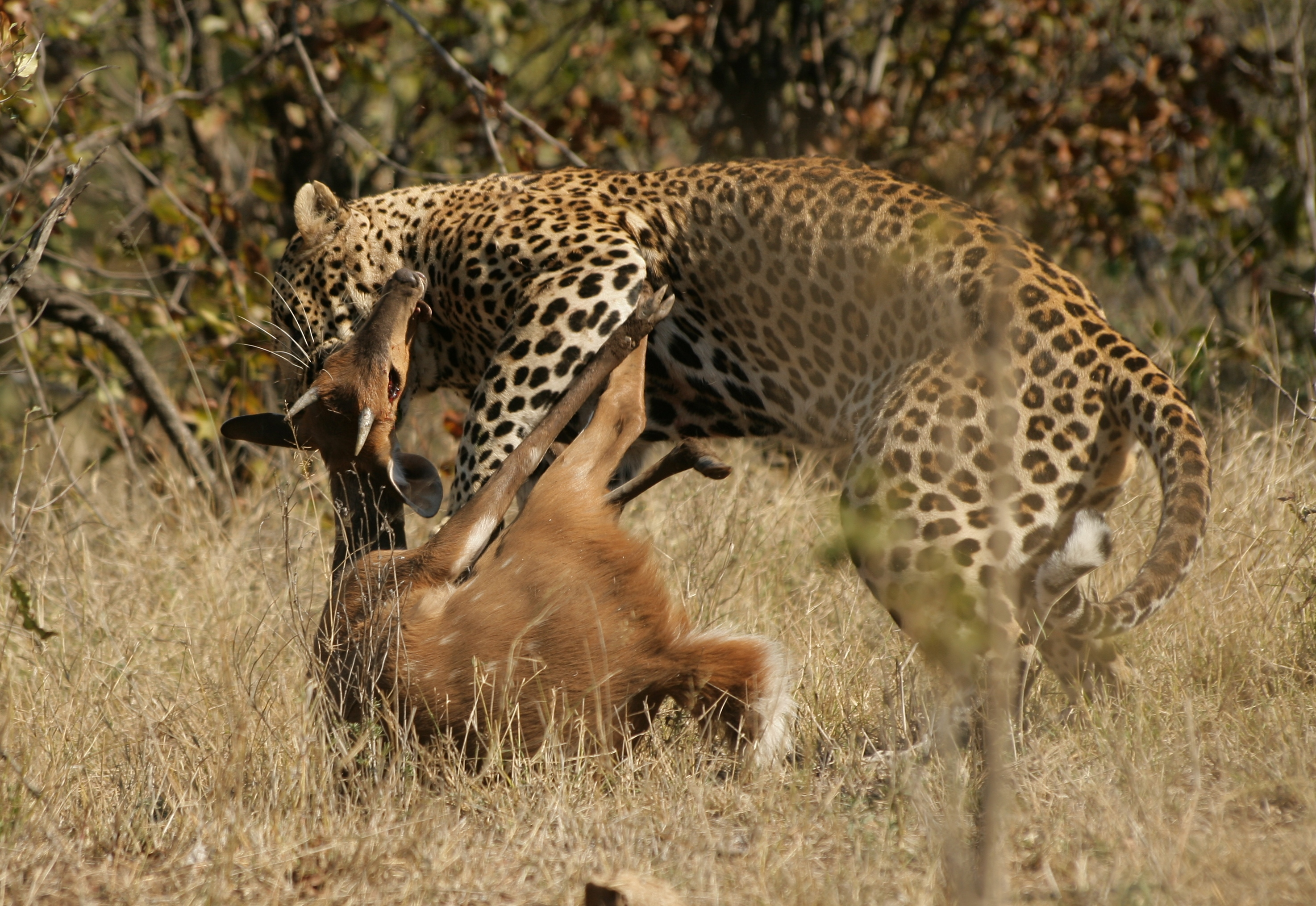
المفترس والفريسة: نمر يقتل ظبي الكيب.

تتفاعل الحيوانات المفترسة والفرائس وتتطور بشكل مشترك: يتطور المفترس كي يمسك بالفريسة بشكل أكثر فعالية، وتتطور الفريسة كي تهرب. يفرض التطور المشترك بينهما ضغوطًا انتقائية. غالبًا ما يقود ذلك إلى سباق تسلح تطوري بين الفريسة والمفترس، الأمر الذي يؤدي إلى تكيفات ضد المفترسات.
ينطبق الأمر نفسه على الحيوانات العاشبة والنباتات التي تأكلها. قدم بول آر. إيرليش وبيتر إتش. ريفن عام 1964 نظرية الهروب والتشعب في التطور المشترك لوصف التنويع التطوري للنباتات والفراشات. في جبال روكي، تتنافس السناجب الحمراء وطيور القرزبيل (طيور آكلة للبذور) على بذور شجر صنوبر لودجبول. تحصل السناجب على بذور الصنوبر عبر قضم قشور الأكواز، بينما تحصل طيور القرزبيل على البذور عبر استخلاصها بفكوكها السفلية المتصالبة الاستثنائية. في المناطق التي توجد فيها السناجب، تكون أكواز الصنوبر أثقل، وتحتوي على بذور أقل وقشور أرق، الأمر الذي يزيد على السناجب صعوبة الوصول إلى البذور. في المقابل، عندما توجد طيور قرزبيل ولا توجد سناجب، تكون الأكواز أخف من ناحية البنية، ولكن لها قشورًا أسمك، الأمر الذي يزيد على طيور القرزبيل صعوبة الوصول إلى البذور. تشارك أكواز صنوبر لودجبول في سباق تسلح تطوري مع نوعين من الحيوانات العاشبة.

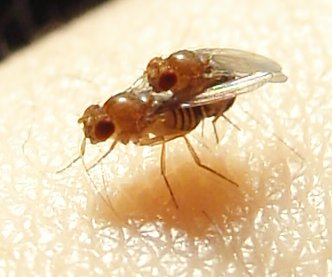
دُرس الصراع الجنسي عند ذبابة الفاكهة الشائعة (تظهر الصورة التزاوج مع وجود الذكر على اليمين).

## تنافس
قد يتمكن كل من التنافس ضمن النوعي، مع ميزات مثل الصراع الجنسي والاصطفاء الجنسي، والتنافس بين الأنواع، مثل التنافس بين الحيوانات المفترسة، على تحفيز التطور المشترك.

## أنواع متعددة

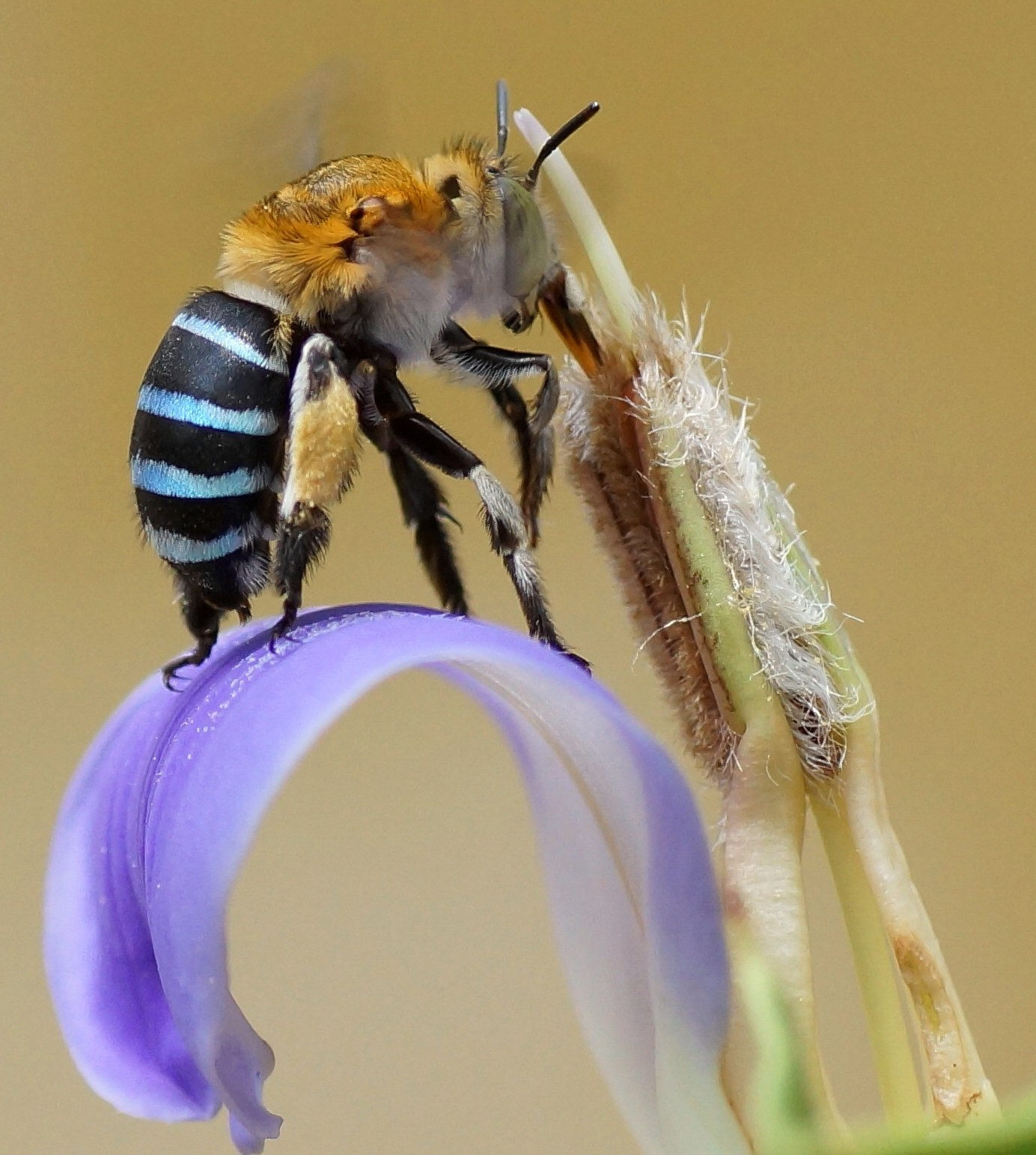
نحل طويل اللسان وزهور طويلة الأنابيب تتطور تطورًا مشتركًا، سواء كان تطورًا ثنائيًا أو منتشرًا ضمن تجمعات تسمى المجموعات.

وُصفت أنواع التطور المشترك المدرجة حتى الآن كأنها تسير بشكل ثنائي (ويسمى أيضًا التطور المشترك المحدد)، وفيه تطورت سمات أحد الأنواع كاستجابة مباشرة لسمات نوع آخر، والعكس بالعكس. لكن ليس هذا هو الحال دائمًا. ينشأ وضع تطوري آخر يكون فيه التطور متبادلًا، ولكنه يقع بين مجموعة من الأنواع وليس نوعين وحسب. يسمى ذلك بطرق مختلفة كالتطور المشترك الجمعي أو المنتشر. على سبيل المثال، يمكن أن تتطور سمة في عدة أنواع من النباتات المزهرة، مثل تقديم رحيقها في نهاية أنبوب طويل؛ بشكل مشترك مع سمة في نوع واحد أو عدة أنواع من الحشرات الملقحة، مثل الخراطيم الطويلة. بشكل عام، تلقح النباتات المزهرة حشرات من عائلات مختلفة بما في ذلك النحل والذباب والخنافس، وتشكل كلها مجموعة واسعة من الملقحات التي تستجيب للرحيق أو حبوب الطلع التي تنتجها الأزهار.

## نظرية الفسيفساء الجغرافية
طور جون إن تومبسون نظرية الفسيفساء الجغرافية للتطور المشترك كطريقة لربط العمليات البيئية والتطورية التي تشكل التفاعلات بين الأنواع عبر النظم البيئية. تستند النظرية إلى ثلاث ملاحظات تؤخذ على أنها افتراضات: (1) عادة ما تكون الأنواع مجموعات سكانية تختلف وراثيًا إلى حد ما عن بعضها البعض، (2) وغالبًا ما تظهر الأنواع المتفاعلة بشكل مشترك في أجزاء من نطاقاتها الجغرافية فقط، (3) وتختلف التفاعلات بين الأنواع بيئيًا عبر البيئات.
انطلاقًا من هذه الافتراضات، تقترح نظرية الفسيفساء الجغرافية أن الاصطفاء الطبيعي للتفاعلات بين الأنواع مدفوع بتحول من ثلاثة مصادر:
1. تظهر فسيفساء الاصطفاء الجغرافي في التفاعلات بين الأنواع، لأن التعبير عن الجينات يظهر بطرق مختلفة في بيئات مختلفة ولأن الجينات المختلفة مفضلة في بيئات مختلفة. على سبيل المثال، قد يختلف الاصطفاء الطبيعي للتفاعل بين مجموعة طفيليات ومجموعة عوائل بين البيئات شديدة الجفاف والبيئات شديدة الرطوبة. ومن ناحية أخرى، قد يكون التفاعل بين نوعين أو أكثر مناهضًا في بعض البيئات ولكنه تفاعل تقايض (مفيد لكلا النوعين أو للأنواع كلها) في البيئات الأخرى.
2. تظهر البؤر الساخنة والبؤر الباردة للتطور المشترك لأن الاصطفاء الطبيعي للتفاعلات بين الأنواع يكون تبادليًا في بعض البيئات وغير تبادلي في بيئات أخرى. على سبيل المثال، قد تقلل مجموعة متعايشة من بقاء عوائلها أو تكاثرهم في إحدى البيئات، وقد لا يكون لها أي تأثير على بقاء العائل أو تكاثره في بيئة أخرى. عندما يكون الاصطفاء الطبيعي ضارًا، فإنه سيفضل الاستجابات التطورية في مجموعات العوائل، ما سيؤدي إلى بؤرة تطور مشترك ساخنة تضم تغيرات تطورية مستمرة التبادل في مجموعات الطفيليات والعوائل. عندما لا يكون للمتعايش أي تأثير على بقاء العائل وتكاثره، فلن يفضل الاصطفاء الطبيعي الواقع على المجموعة المتعايشة استجابة تطورية من مجموعة العوائل (أي بؤرة تطور مشترك باردة).
3. أخيرًا، هناك إعادة خلط مستمرة للسمات التي يسير وفقها الاصطفاء الطبيعي محليًا وإقليميًا. في أي وقت من الأوقات، سيكون لدى مجموعة سكانية محلية خليطًا فريدًا من الجينات التي يعمل عليها الاصطفاء الطبيعي. تحدث هذه الاختلافات الجينية بين المجموعات السكانية لأن كل مجتمع محلي يملك تاريخًا فريدًا من الطفرات الجديدة، والتغيرات الجينية (تكرار جينوم كامل مثلًا)، وتدفق الجينات بين السكان من الأفراد القادمين من مجموعات سكانية أخرى أو الذاهبين إلى مجموعات سكانية أخرى، والفقدان أو الترسيخ العشوائي للجينات في الأوقات التي تكون فيها التجمعات صغيرة (انحراف جيني عشوائي)، والتهجين مع الأنواع الأخرى، والعمليات الجينية والبيئية الأخرى التي تؤثر على المادة الوراثية الخام التي يعمل عليها الاصطفاء الطبيعي. إذًا، وبشكل أكثر تنظيمًا، يمكن النظر إلى الفسيفساء الجغرافية للتطور المشترك كتفاعل جيني جيني بيئي، وينتج عنه تطور لا هوادة فيه للأنواع المتفاعلة.
استُقصت نظرية الفسيفساء الجغرافية عبر مجموعة واسعة من النماذج الرياضية، ودراسات الأنواع المتفاعلة في الطبيعة، والتجارب المخبرية باستخدام الأنواع الجرثومية والفيروسات.

## خارج علم الأحياء
التطور المشترك هو في الأساس مفهوم بيولوجي، ولكنه طُبق في مجالات أخرى عن طريق القياس.

### في الخوارزميات
تُستخدم خوارزميات التطور المشترك لتوليد الحياة الصناعية بالإضافة إلى الاستمثال، وتعلم الألعاب، وتعلم الآلات. أضاف دانييل هيليس «طفيليات متطورة بشكل مشترك» لمنع إجراء استمثال من الوقوف عند الحدود القصوى المحلية. شارك كارل سيمز في تطوير مخلوقات افتراضية.

### في العمارة
قدم مفهوم التطور المشترك إلى الهندسة المعمارية المهندس المعماري الدنماركي هنريك فالور باعتباره نقيضًا لما يسمى «العمارة النجمية». بصفته مدير الجناح الدنماركي في احتفال فينيسيا للهندسة المعمارية لعام 2006، أنشأ مشروع معرض حول التطور المشترك في التنمية الحضرية في الصين؛ وفاز بجائزة الأسد الذهبي لأفضل جناح وطني.
في كلية الهندسة المعمارية والتخطيط وتنسيق المواقع في جامعة نيوكاسل، عُرّف نهج التطور المشترك للهندسة المعمارية على أنه ممارسة تصميمية تشرك الطلاب والمتطوعين وأعضاء المجتمع المحلي في عمل تجريبي عملي يهدف إلى «إنشاء عمليات ديناميكية للتعلم بين المستخدمين والمصممين».

### في علم الكونيات وعلم الفلك
في كتابه الكون المنظم ذاتيًا، عزا إريش يانتش التطور الكامل للكون إلى التطور المشترك.
في علم الفلك، تقترح إحدى النظريات الناشئة أن الثقوب السوداء والمجرات تتطور بطريقة مترابطة مماثلة للتطور البيولوجي المشترك.

### في دراسات الإدارة والتنظيم
منذ عام 2000، يناقش عدد متزايد من الدراسات الإدارية والتنظيمية التطور المشترك وعمليات التطور المشترك. ومع ذلك، فقد كشف أباتيكولا وزملاؤه (2020) عن ندرة سائدة في شرح العمليات التي تميز بشكل كبير التطور المشترك في هذه المجالات، ما يعني أن التحليلات المحددة حول مكان وقوع هذا المنظور في التغيير الاقتصادي الاجتماعي، وإلى أين يمكن أن يتجه في المستقبل، ما تزال مفقودة.

### في علم الاجتماع
في كتاب التنمية مخانة: نهاية التقدم ومراجعة للمستقبل من منظور تطور مشترك (1994)، يقترح ريتشارد نورغارد علم الكونيات بالتطور المشترك لشرح كيف تؤثر وتعيد النظم البيئية والاجتماعية تشكيل بعضها البعض. في كتاب اقتصاديات التطور المشترك: الاقتصاد والمجتمع والبيئة (1994) يقترح جون غودي أن: «الاقتصاد والمجتمع والبيئة مرتبطون معًا في علاقة تطورية مشتركة».

### في التكنولوجيا
يمكن اعتبار برامج الحاسوب ومعداته مكونين منفصلين ولكنهما مرتبطان ارتباطًا وثيقًا بالتطور المشترك. ومثل ذلك: أنظمة التشغيل وتطبيقات الحاسوب، ومتصفحات الويب، وتطبيقات الويب.
تعتمد كل هذه الأنظمة على بعضها البعض وتتقدم خطوة بخطوة من خلال نوع من العمليات التطورية. قد تؤدي التغييرات في معدات الحاسوب أو نظام التشغيل أو متصفح الويب إلى إدخال ميزات جديدة تُدمج لاحقًا في التطبيقات الموافقة التي تُشغل بموازاة الأولى. ترتبط الفكرة ارتباطًا وثيقًا بمفهوم «الاستمثال المتصل» في تحليل النظم الاجتماعية التقنية وتصميمها، إذ من المفهوم أن النظام يتكون من «نظام تقني» يشمل الأدوات والأجهزة المستخدمة للإنتاج والصيانة، ومن «نظام اجتماعي» يشمل العلاقات والإجراءات التي تُربط من خلالها التكنولوجيا بأهداف النظام وجميع العلاقات البشرية والتنظيمية الأخرى داخل النظام وخارجه. تعمل هذه الأنظمة بشكل أفضل عندما تُطور الأنظمة التقنية والاجتماعية معًا بشكل متعمد.